# Romanian Music Awards 2010
Romanian Music Awards constituie un eveniment muzical ce are loc anual în România, începând cu anul 2002. Ediția din 2010 a acestora a avut loc pe 10 iulie în Craiova, evenimentul fiind organizat de Music Channel și Radio 21.

## Categorii

### Best Album
- David Deejay - Popcorn
- Inna - "Hot"
- Puya - Românisme
- Smiley - Plec pe Marte
- DJ Tom Boxer - Morena

### Best Dance
- Connect-R - "Burning Love"
- Dan Bălan - "Chica Bomb"
- David Deejay & Dony - "So Bizarre"
- Inna - "Amazing"
- DJ Tom Boxer feat. Antonia - "Morena"

### Best DJ
- David Deejay & Dony - "Temptation"
- DJ Sava feat Raluka - "September"
- DJ Andi feat Stella - "Freedom"
- Liviu Hodor feat Tara - "Happy for You"
- Tom Boxer feat Antonia - "Morena"

### Best Female
- Anda Adam - "Love On You"
- Andra - "Colț de suflet" (cu Adi Cristescu)
- Andreea Bănică - "Samba"
- Claudia Pavel - "Don't Miss Missing You"
- Inna - "Amazing"

### Best Group
- Akcent - "Love Stoned"
- DJ Project & Giulia - "Nu"
- Play & Win - "Only"
- Simplu - "Puppet"
- Voltaj - "Vara trecută"

### Best Hip-Hop
- B.U.G. Mafia - "Cu tălpile arse"
- Grasu XXL - "Turnin'" (ft. Alex)
- Guess Who - "Locul potrivit"
- Puya - "Change" (ft. George Hora & Kamelia)
- Spike - "Scandal"

### Best Live
- Direcția 5
- Iris
- Ștefan Bănică Jr.
- Smiley
- Voltaj

### Best Male
- Alex - "Secret, discret" (ft. Puya)
- Connect-R - "Burning Love"
- Dan Bălan - "Chica Bomb"
- Puya - "Change" (ft. George Hora & Kamelia)
- Smiley - "Plec pe Marte" (ft. Cheloo)

### Best New Act
- Edward Maya - "Stereo Love"
- Liviu Hodor - "Happy for You" (ft. Tara)
- Mossano - "Indianotech"
- Radio Killer - "Voila"
- Roller Sis - "Se Thelo"

### Best Pop
- Alex ft Puya - "Secret, discret"
- Anda Adam - "Love On You"
- Andreea Bănică - "Samba"
- Claudia Pavel - "Don't Miss Missing You"
- Smiley feat Cheloo - "Plec pe Marte"

### Best Rock
- Blaxy Girls - "Nu suporți (e vina mea)"
- Keo - "De ce te prefaci"
- Publika - "Yesterday"
- Voltaj - "Vara trecută"
- Zero - "Lay Me Down"

### Best Song
- Andreea Bănică feat Dony - "Samba"
- Connect-R - "Burning Love"
- Edward Maya ft. Vika Jigulina - "Stereo Love"
- Inna - "Amazing"
- Tom Boxer ft. Antonia - "Morena"

### Best Video
- Akcent - "Love Stoned"
- Andreea Bănică ft. Dony - "Samba"
- Dan Bălan - "Chica Bomb"
- Loredana - "Like a Rockstar"
- Smiley ft. Cheloo - "Plec pe Marte"

### Best Web
- inna.ro
- smileyonline.ro
- guess-who.ro
- alexvelea.com
- andreeabanica.com

## Premii speciale

### Cea mai difuzată piesă românească
- Deep Central - "In Love"

### Lifetime Award
- Horia Moculescu

### Border Breaker
- Edward Maya

### Best Featuring
- Deepside Deejays feat Grasu XXL & Alex

### Best Performance
- Anda Adam

### Best International
- Inna

### Best Producer
- David Deejay
- Play & Win

### Best Radio DJ
- Vali Bărbulescu

### Best Show
- Inna

### Best Unplugged
- Claudia Pavel

### Highest Climber
- Connect-R

### 10 Years Of
- DJ Project